# Tucker Smallwood
Tucker Smallwood (Washington D. C., Estados Unidos; 22 de febrero de 1944) es un actor estadounidense, autor y músico. Es conocido por su actuación en la serie Space: Above and Beyond (1995–1996).

## Biografía
Tucker Smallwood es el hijo mayor de un cura luterano y un profesor. Él fue el primero de cuatro hijos que tuvieron sus padres. Durante su juventud él fue criado en Washington D. C.. Fue director de la estación de televisión de Baltimore WBAL-TV hasta que se alistó en el ejército de los EE. UU. en 1967.
En el ejército Tucker Smallwood fue ascendido en 1968 a oficial de infantería y se desempeñó además como oficial táctico en Fort Benning antes de atender la escuela aéra y aprender el idioma vietnamita en una correspondiente escuela. Luego fue enviado a Vietnam en 1969 para actuar allí en la correspondiente guerra que estaba ocurriendo allí. Allí Smallwood dirigió como teniente en primer grado un equipo asesor móvil de una unidad de infantería aérea. También tuvo que combatir con su hombres y recibió también 8 medallas por su labor allí. Allí fue herido en combate.
Después de regresar de Vietnam en 1970 a causa de sus heridas, Tucker Smallwood se recuperó de ellas en los Estados Unidos y se mudó luego a Nueva York, donde estudió actuación en el Neighborhood Playhouse. Debutó como actor en 1970 e hizo actuaciones en teatro, películas y series. Participó en 30 películas, 40 obras teatrales y apareció en diferentes series de televisión.
En 2004 Smallwood regresó a Vietnam. Eso le inspiró a que en el mismo año se volviese autor del libro Return to Eden, una antología de 33 ensayos que narra sus experiencias como asesor militar en Vietnam, su vida como actor después de ello y su regreso a Vietnam en 2004. En 2006 lo convirtió también en un audiolibro. Hay que destacar también, que también cantó, siendo un músico apasionado toda su vida, todas las voces del álbum Incarnation: The Robert Johnson Project de Delta Blues.

## Filmografía (Selección)

### Cine
| Año  | Título                | Personaje                 |
| ---- | --------------------- | ------------------------- |
| 1990 | Presumed Innocent     | Detective Harold Greer    |
| 1997 | America's Most Wanted | William Watson            |
| 1998 | Deep Impact           | Ivan Brodsky              |
| 1998 | Strangeland           | Capitán Churchill Robbins |
| 2002 | Air Panic             | Keller                    |
| 2004 | Spectres              | Will Franklin             |
| 2009 | Black Dynamite        | Congresista Monroe James  |
| 2015 | Forgiveness           | Capitán Kittridge         |
| 2015 | Pixels                | Jefe de la CIA            |

### Televisión
| Año       | Título                  | Personaje               | Notas                                 |
| --------- | ----------------------- | ----------------------- | ------------------------------------- |
| 1995–1996 | Space: Above and Beyond | Commodore Glen van Ross | Protagonista secundario; 16 episodios |
| 1998      | Fuera de control        | Harold                  | Película de televisión                |
| 2003–2004 | Star Trek: Enterprise   | 9 episodios             | Consejero primario de los Xindi       |